# Cantone di Corbeil-Essonnes
Il Cantone di Corbeil-Essonnes è una divisione amministrativa dell'Arrondissement di Évry.
È stato costituito a seguito della riforma approvata con decreto del 24 febbraio 2014, che ha avuto attuazione dopo le elezioni dipartimentali del 2015.

## Composizione
Comprende i 4 comuni di:
- Corbeil-Essonnes
- Écharcon
- Lisses
- Villabé